# Poker d'amore
Poker d'amore (The Mississippi Gambler) è un film del 1929 diretto da Reginald Barker. Venne girato muto per poi essere sonorizzato.

## Trama
Un truffatore viaggia per le navi spennando quanti più ricchi può, una giovane donna gli terrà testa più degli altri ma alla fine cederà alla sua corte.

## Produzione
Il film fu prodotto dall'Universal Pictures

## Distribuzione
Distribuito dall'Universal Pictures, il film - presentato da Carl Laemmle - uscì nelle sale cinematografiche statunitensi il 3 novembre 1929.